# ピアノソナタ第10番 (モーツァルト)
ピアノソナタ第10番 ハ長調 K. 330 (300h) は、ヴォルフガング・アマデウス・モーツァルトが作曲したピアノソナタ。

## 概要
作曲時期については諸説あったが、近年の研究では1780年の夏、あるいは1783年に作曲されたものとされ、同じ年に第11番イ長調 K. 331(300i)、第12番ヘ長調 K. 332(300k)とともに作曲したとされる。これら3曲は翌1784年にウィーンで「作品6」として出版されている。

## 構成
全3楽章、演奏時間は約15-20分。
- 第1楽章 アレグロ・モデラート
ハ長調、4分の2拍子、ソナタ形式。
お使いのブラウザーでは、音声再生がサポートされていません。音声ファイルをダウンロードをお試しください。
- 第2楽章 アンダンテ・カンタービレ
ヘ長調（中間部はヘ短調）、4分の3拍子、三部形式。
お使いのブラウザーでは、音声再生がサポートされていません。音声ファイルをダウンロードをお試しください。
- 第3楽章 アレグレット
ハ長調、4分の2拍子、ソナタ形式。
お使いのブラウザーでは、音声再生がサポートされていません。音声ファイルをダウンロードをお試しください。